# Tjugonde söndagen efter trefaldighet
Tjugonde söndagen efter trefaldighet är en av söndagarna i "kyrkans vardagstid".
Den infaller 28 veckor efter påskdagen. Den liturgiska färgen är grön.
Temat för dagens bibeltexter enligt evangelieboken är Att leva tillsammans:, och en välkänd text är den text ur Markusevangeliet där Jesus tar avstånd från sin mor och sina bröder:
Han såg på dem som satt runt omkring honom och sade "Det här är min mor och mina bröder. Den som gör Guds vilja är min bror och syster och mor."

## Svenska kyrkan

### Texter
Söndagens tema enligt 2003 års evangeliebok är Att leva tillsammans. De bibeltexter som används för att belysa dagens tema är:
| Första årgången                                                | Andra årgången                                            | Tredje årgången                                                      | Psaltarpsalm     |
| Rut 2:8-12 Apostlagärningarna 9:36-43 Markusevangeliet 3:31-35 | Rut 1:6-19 Hebreerbrevet 13:2-3 Johannesevangeliet 11:1-7 | Tobit 10:7-13 Andra Timotheosbrevet 1:3-5 Matteusevangeliet 13:53-57 | Psaltaren 68:5-7 |

### Fotnoter
1. ↑  ”Kyrkoårets bibeltexter”. Svenska kyrkan. Arkiverad från originalet den 8 december 2015. https://web.archive.org/web/20151208193426/https://www.svenskakyrkan.se/troochandlighet/kyrkoarets-bibeltexter?helgdag=93. Läst 27 november 2015.
2. ↑   Den svenska psalmboken med tillägg. Stockholm: Verbum. 2005. sid. 1541–1545. Libris ht7wjxh8f3k4gcqk. ISBN 978-91-526-5515-3